# 黒色綺譚カナリア派
黒色綺譚カナリア派（こくしょくきたん かなりあは）は、日本の劇団。2003年より関東圏内を中心に活動。
主宰は赤澤ムック。2011年12月、『誤/娯楽』の公演を以て活動停止。

## 来歴
- 2003年、赤澤ムックにより赤澤と内田幸四郎が旗揚げした劇団「黒色綺譚」から独立する形で創立。独立した理由は「相方の内田が鍛冶屋の仕事で忙しく、なかなか公演が打てなかった」為[1]。
- 2011年12月、『誤/娯楽』の公演を以て活動を停止。解散ではないが、活動再開の目処は立っていない[2]。

## 特徴
- 赤澤が全公演の作・演出を務める。
- ｢理性では拒めぬ人間本来の醜さ｣を根底から肯定し、凶暴までに美しく繊細に紡ぎあげる新進気鋭サイケ新派。
- 明治時代〜昭和初期を背景に、日本文化への尊敬と憧憬を現代の感性で再構築した耽美的な作風、アングラ演劇的な作風が特徴的である。
- 「カナリア派」という名称は、女性の団体名に「カナリア」という名前が付いたものが多いことから付けられた。また、それに因んでキャッチコピーは「飛ぶ鳥 水面に波紋残さずして死ねるか」。これは、童謡「かなりや」がモチーフとなっている[1]。
- 「文鳥派」という名の制作部が存在する。

## 所属俳優
- 赤澤ムック（劇団主宰）
- 山下恵（2003年 - ）
- 芝原弘（2006年 - ）
- 中里順子（2007年 - ）
- 升ノゾミ（2007年 - ）
- 牛水里美（2007年 - ）
- 吉川博史（2003年 - 2008年）
- 斎藤けあき（2003年 - 2008年）
- 藤井としもり（2003年 - 2006年）

## 公演
- 2003年5月：第一回公演｢月光蟲〜キイ子受胎劇〜｣
- 2004年1月：第二回公演｢少女灯〜トドメ懐古趣味〜｣
- 2004年9月：第参回公演｢犬華〜枯れぬ少年期〜｣
- 2005年6月：第四回公演｢野悶氾〜泣いた雀は紅ダルマ〜｣
- 2006年2月：第五回公演｢眼だらめ｣
- 2006年6月 - 7月：番外公演｢少女灯〜改訂版トドメ懐古趣味〜｣
- 2007年2月：第六回公演 ｢繭文〜放蕩ノ吊ラレ作家〜｣
- 2007年5月：番外公演第二弾「宵語り リュウカデンドロン」
- 2007年8月：第七回公演「リュウカデンドロン〜サーカステントか幼馴染の赤いスカート〜」
- 2008年3月：第八回公演「葦ノ籠〜アシノカゴ〜～」
- 2008年10月：第九回公演「そまりえ〜或る模倣画家の苦悩〜」
- 2009年4月：第十回公演「義弟の井戸」
- 2010年1月：第十一回公演「雨を乞わぬ人」
- 2011年4月：番外公演第三弾「犬と花〜早熟の枯れぬ少年期〜」
- 2011年12月：活動停止公演「誤/娯楽」